# Garnison de Colchester
La garnison de Colchester est une garnison importante située à Colchester, dans le comté d'Essex, dans l'est de l'Angleterre. Il s'agit d'une importante base militaire depuis l'époque romaine. La première garnison militaire permanente à Colchester a été établie par Legio XX Valeria Victrix en 43 apr. J.-C. après la conquête romaine de la Grande-Bretagne. Colchester était une importante ville de garnison pendant les guerres napoléoniennes et tout au long de l ère victorienne. Pendant la Première Guerre mondiale, plusieurs bataillons de l'armée de Kitchener y furent formés. Maintenant, le 2e Bataillon et le 3e Bataillon du The Parachute Regiment y sont basés. Aujourd'hui, il y a de nouvelles casernes qui, en remplaçant les bâtiments victoriens, ont mis à disposition des terrains à bâtir un peu plus près du centre-ville. 

## Histoire

### Guerres napoléoniennes (1792-1815)
La garnison de Colchester a joué un rôle important pendant les guerres napoléoniennes. Les troupes étaient initialement cantonnées dans des auberges et des maisons locales. Après une pétition du conseil d'arrondissement, de nouvelles casernes d'infanterie sont construites en 1794. En 1800, des casernes d'infanterie, d'artillerie et de cavalerie supplémentaires avaient été construites dans la zone délimitée par Barrack Street au nord, Wimpole Road à l'ouest et Port Lane à l'est. En 1805, la caserne abritait 7 000 officiers et hommes de troupe. Après les guerres napoléoniennes, la caserne fut réduite. La vente des anciennes casernes et du site en pleine propriété sur lequel elles se trouvaient commença en 1817 et s'est achevée en 1840. L'armée a conservé 14 acres (56 655,98988 m2)  et une caserne d'infanterie pour 851 hommes. Une grande partie des anciennes terres de la garnison a été aménagée en zone de "Nouvelle ville" de Colchester à l'époque victorienne. 

### Guerre de Crimée (1854–1856)
La garnison de Colchester a connu une expansion rapide pendant la guerre de Crimée. Entre 1855 et 1856, une caserne d'infanterie en bois pour 5 000 soldats a été érigée sur le terrain d'artillerie. Le gouvernement a acheté 167 acres (0,67582502214 km2), la Ferme Middlewick, pour en faire une zone d'entraînement et un champ de tir en 1857. Les lotissements de Middlewick sont toujours utilisées par la garnison actuelle. 

#### Légion germano-britannique
En 1856, 10 000 soldats de la Légion allemande britannique étaient cantonnés dans la caserne d'infanterie et dans des campements de tentes sur Barrack Field. La Légion germano-britannique fut créé en 1854 en tant que corps étranger au service britannique (semblable à la Légion allemande du Roi pendant les guerres napoléoniennes). La Légion fut créée pour participer à la guerre de Crimée, en vertu des dispositions de la loi de 1854 sur l'enrôlement des étrangers. La Légion n'a pas combattu, bien qu'un grand nombre de légionnaires se soient rendus en Crimée où ils sont morts pour la plupart de fièvre sans voir les champs de bataille. La Légion fut dissoute à Colchester en 1857, mais la majorité du personnel restant se rendit au Cap oriental dans le cadre de la colonie de Kaffraria. Parce que la préférence était donnée à ceux qui étaient mariés ou avaient une fiancée, des hommes célibataires épousaient, en grand nombre, des filles de Colchester. Il y eut des dizaines de mariages enregistrés dans les églises de Colchester, principalement St Botolphs, et les autres se sont mariés à l'église de la garnison. Cet établissement fut par la suite déclaré non légitime pour enregistrer les mariages et les couples concernés furent donc déclarés mariés par une loi du Parlement du Cap en 1858. 

### Première guerre mondiale (1914-1918)

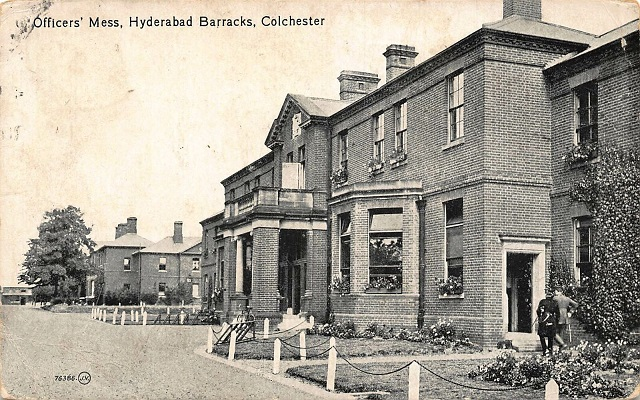
Mess des officiers, caserne de Hyderabad, Colchester

#### Force territoriale

##### Régiment d'Essex
Le 8th (Cyclist) Battalion, Essex Regiment, (Force territoriale) était basé à Colchester au début de la guerre en août 1914. Il fut renommé 1/8th Battalion car des bataillons "Terrier" supplémentaires constitués de volontaires pendant les premiers mois de la guerre. Les 2/8 et 3/8 furent formés en septembre 1914 et avril 1915 respectivement. Les trois bataillons Terrier furent affectés à la défense intérieure et sont restés au Royaume-Uni tout au long de la guerre. 

##### Essex Yeomanry
L'Essex Yeomanry (EY), un régiment de cavalerie, a été mobilisé au début de la guerre. Le régiment a rejoint les Royal Horse Guards et le 10e Royal Hussars en France en novembre 1914 dans le cadre de la 8th Cavalry Brigade, 3rd Cavalry Division. Pendant la guerre, des régiments de 2e et 3e lignes sont levés à Colchester pour renforcer la 1re ligne. Le 2 EY a servi de troupes de garnison en Irlande pendant la guerre. Le 3 EY a été absorbé par le 4e régiment de cavalerie de réserve en 1917. 
Le 14 mars 1918, l'Essex Yeomanry quitte la 8e Brigade de cavalerie pour devenir une unité cycliste, puis pour former un bataillon de mitrailleuses avec le Bedfordshire Yeomanry. L'offensive de printemps allemande met à mal ce plan et le régiment est remis sur pied le 28 mars et envoyé à la 1ère division de cavalerie. À partir du 4 avril, il a été divisé, chaque escadron rejoignant un régiment de la 1re Brigade de cavalerie (2e Dragoon Guards, 5th Dragoon Guards et 11th Hussars). 

##### Essex RHA
L'Essex Battery, RHA fut mobilisé à Colchester et Chelmsford en 1914. La batterie était une unité d'artillerie Royal Horse de la Force territoriale. Une unité de 2e ligne, 2 / 1st Essex Battery, RHA, a été levée plus tard. 

#### Armée de Kitchener
La 12e division (orientale) fut organisée à Colchester d'août 1914 à février 1915. La division a été l'une des premières divisions de la Nouvelle Armée (armée de Kitchener) à être formée, dans le cadre du K1. La division comprenait des bataillons de Kitchener du Essex Regiment, du Suffolk Regiment, du Norfolk Regiment, du Royal Berkshire Regiment, du Cambridgeshire Regiment, des Royal Fusiliers, du Queen's Regiment, des Buffs, du Royal West Kent Regiment et du East Surrey Regiment. La division s'installe en France en 1915 et participe à la bataille de Loos (1915), à la bataille de la Somme (1916), à la bataille de Cambrai (1917) et à la bataille de la ligne Hindenburg (1918). 

### Seconde Guerre mondiale (1939-1945)

#### 4e division d'infanterie
Colchester was the home garrison of the 4th Infantry Division in September 1939. Les unités qui étaient présentes à Colchester au début de la guerre, étaient le 2nd Battalion, Lancashire Fusiliers, le 1st Battalion, East Surrey Regiment, le 1st Battalion Oxfordshire and Buckinghamshire Light Infantry, le 5th Royal Inniskilling Dragoon Guards, le 17th/21st Lancers, le 27th Field Regiment Royal Artillery, le 30th Field Regiment Royal Artillery et le 14th Anti-Tank Regiment Royal Artillery. LA division fut déployée en France en 1940 dans le cadre du Corps expéditionnaire britannique.

#### Garde territoriale
Pendant la guerre, la ville fut défendue par des volontaires de la défense locale du 8th Essex Battalion de la Home Guard. Au plus fort de ses effectifs, le bataillon rassembla plus de 2 000 hommes. Le bataillon possédait pas moins de 22 types d'armes différents, dont des mitrailleuses Vickers, des lance-flammes et 2 canons antichars. Un soutien supplémentaire dans toute la région a été fourni par le 13th Essex Battalion, composé de volontaires du General Post Office chargés de la protection des infrastructures de télécommunications essentielles. 
L'ordre de "se démobiliser" pour la Home Guard est intervenu le 1er novembre 1944. Les hommes de l'unité ont rendu leur dernier salut le 19 novembre devant le Lord Lieutenant du comté, le colonel Sir Francis Whitmore. Whitmore déclara: "Vous avez, par votre sens du devoir, votre loyauté et votre patriotisme, écrit des pages de tradition pour l'histoire de notre nation ... vous avez joué un rôle de premier plan dans la défense de notre pays à la période la plus critique de la guerre. . . Au nom du comté d'Essex, je vous remercie. " 

#### Ligne d'arrêt de Colchester
Pendant la guerre, la ville fut ceinturée par plus de 120 casemates ou autres structures défensives dans le cadre de la ligne d'arrêt de Colchester. Un petit nombre de casemates se trouvent encore autour de l'arrondissement, comme au mont Bures et à la gare de Hythe. 

#### ColchesterBlitz
Des sirènes de raid aérien ont sonné plus de 1 000 fois à Colchester pendant la guerre. Colchester a été attaqué par la Luftwaffe à plusieurs reprises. Ces bombardements furent: 
- Raids sur Severalls - Le 11 août 1942, 38 citoyens ont été tués lorsqu'un avion allemand a largué un chapelet de bombes sur l'hôpital de Severalls.
- Raid de Chapel Street - 8 citoyens furent tués lorsqu'un Dornier 217 largua quatre bombes sur South Street et Essex Street le 28 septembre 1942. La sirène du raid aérien, dans ce cas, n'a retenti que lorsque les bombes avaient déjà été larguées, provoquant un tollé dans la ville.
- Raid de St Botolphs - En février 1944, un important raid de la Luftwaffe a largué un flot de 1400 bombes incendiaires sur le quartier de St Botolphs, détruisant 14 bâtiments et endommageant sérieusement 99 autres. Les deux tiers des ateliers de Paxman Britannia furent détruits lors du raid.

Des batteries antiaériennes de la Home Guard furent installées sur Abbey Field et engagèrent des avions ennemis 14 fois au cours d'une période de 21 mois. 

#### Américains à Colchester
Le premier personnel militaire américain arriva en Grande-Bretagne en janvier 1942. Une présence américaine importante fut établie dans la région de Colchester, avec de nombreuses bases aériennes de l'US Eighth Air Force situées dans le district, à Earls Colne, Langham, Wormingford, Messing et Dedham. Conformément à la ségrégation raciale des militaires américains pendant la Seconde Guerre mondiale, la Croix-Rouge américaine a créé plusieurs clubs sociaux dans la région. 

#### Après la guerre
L'Etat-major du quartier oriental fut établi à Colchester en 1972  mais, après une fusion avec le district du Nord-Est, le district élargi déménagea à Imphal Barracks à York en 1992. 
Un projet de réaménagement de la garnison a été obtenu dans le cadre d'un contrat d'initiative de financement privé en 2004. Les travaux, qui furent conçus par Atkins et construits par Sir Robert McAlpine pour un coût de 540 millions de livres sterling, furent achevés en 2008. 

## La garnison de Colchester aujourd'hui

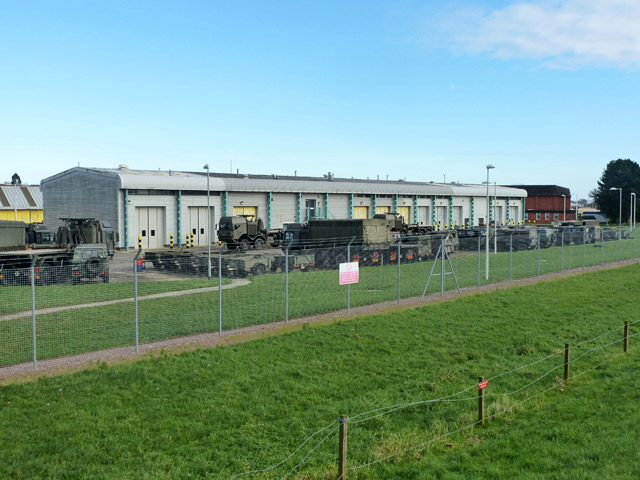
Véhicules de l'armée, garnison Colchester

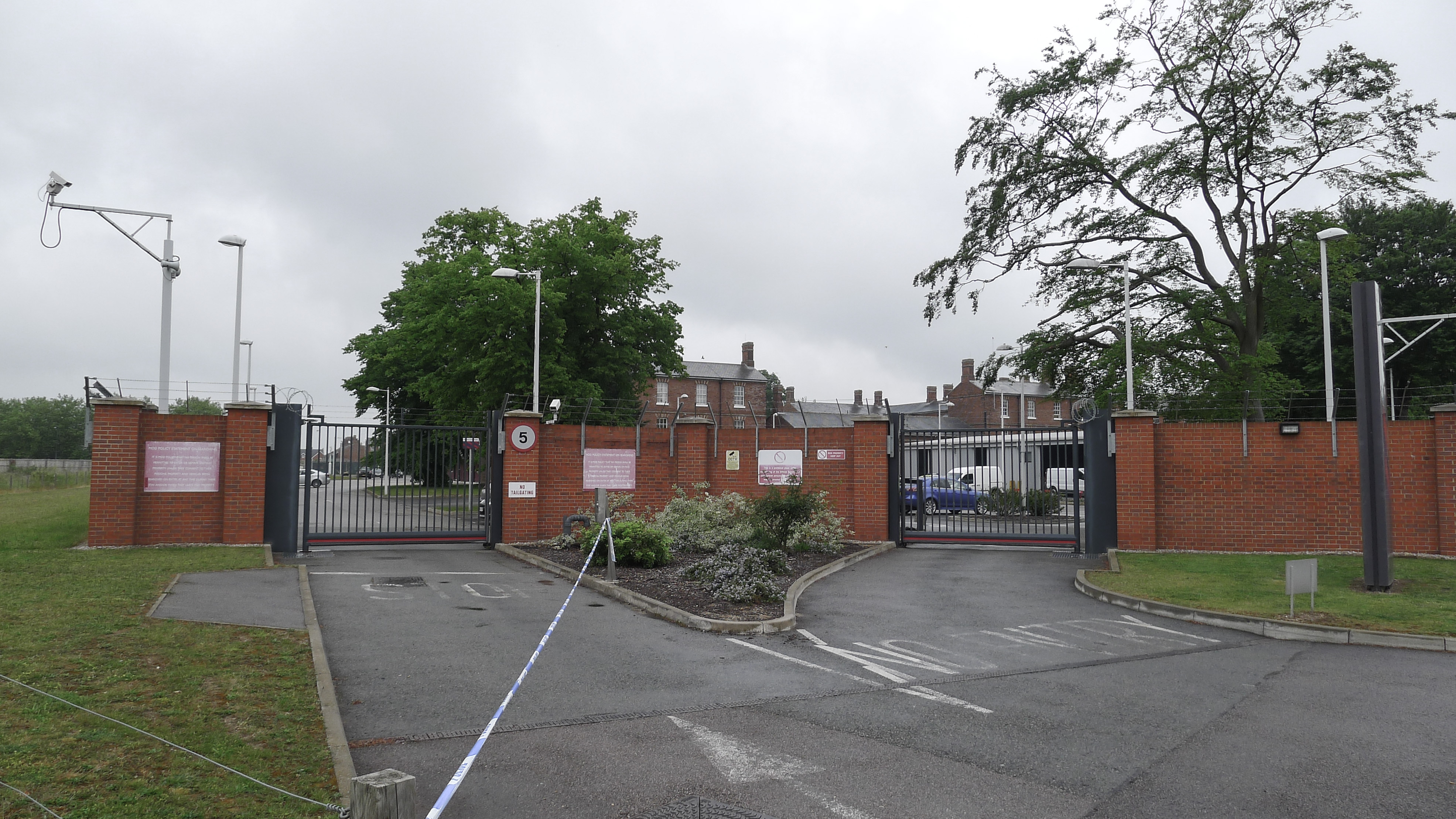
Entrée de la garnison de Colchester

### Armée régulière
La garnison de Colchester abrite actuellement la 16e brigade d'assaut par air de l'armée britannique. La brigade compte trois bataillons d'infanterie d'assaut aérien, deux régiments d'aviation, un régiment d'artillerie et des unités de soutien (sapeurs, transmissions, logistique, médical). 

### Réserve de l'armée
Traditionnellement les habitants de Colchester régulièrement dans l'armée territoriale, maintenant connue sous le nom de Réserve de l'Armée. Au cours de la Seconde Guerre mondiale, les "Terriers" de Colchester comprenaient le 2/5e bataillon de l'Essex Regiment et le 104th Regiment, Royal Horse Artillery (Essex Yeomanry). La Réserve de l'Armée est actuellement représentée à Colchester par le 161 Squadron 254 Medical Regiment, le 36 (Eastern) Signal Squadron, le 71 (City of London) Yeomanry Signal Regiment et une unité du 202 Squadron, 158 Regiment RLC. 

## Églises de la garnison
L'ancienne église de garnison de Military Road était un ancien hôpital de l'époque de la guerre de Crimée, semblable à ceux expédiés en sections préfabriquées à Florence Nightingale à Scutari et Balaklava. Le bâtiment a été construit en 1856 et il est le plus ancien bâtiment de garnison encore en place. L'ancienne église de garnison est depuis devenue la maison de la paroisse de St John the Wonderworker, une paroisse du diocèse de Grande-Bretagne et d'Irlande de l'église orthodoxe russe en dehors de la Russie (ROCOR). 
À Pâques 2007, les services furent transférés dans une nouvelle église construite derrière le centre communautaire qui fut construite dans le cadre de la restauration de la garnison Colchester. 

## Caserne
Les casernes comprennent: 
- Maison Flagstaff (Flagstaff Road) - Quartier général du régiment, The Parachute Regiment
- Caserne de Merville (Gryphon Road) - Quartier général 16e Brigade d'assaut aérien, quartier général de la garnison, 216e Escadron de transmissions parachutistes - Corps royal des transmissions, 16e Régiment médical de soutien rapproché - Royal Army Medical Corps, 2e Bataillon, The Parachute Regiment, 3e Bataillon, The Parachute Regiment, 7th Parachute Regiment - Royal Horse Artillery, 13 Air Assault Support Regiment - Royal Logistics Corps, 18 Army Education Centre - Direction des services d'enseignement et de formation
- Caserne Goojerat (chemin Goojerat) - 156 Provost Company Police militaire royale
- Camp de Berechurch Hall (Berechurch Hall Road) - Centre d'entraînement militaire correctif
- Centre de la force territoriale (Circular Road East Lower) - Unités de l'armée territoriale
- Église de la garnison (route militaire)
- Les anciennes casernes suivantes sont maintenant considérées comme faisant partie de la caserne Merville car elles ne sont plus physiquement séparées de la caserne du centre-ville et se trouvent toutes derrière une clôture de périmètre. 
  - Caserne Kirkee et McMunn (avenue Reed Hall)
  - Caserne romaine (voie romaine) auparavant connue sous le nom de camp de la voie romaine (voie romaine)

### Anciennes casernes (non utilisées)
- Caserne de cavalerie (Circular Road North) - ancienne caserne de cavalerie, construite entre 1862 et 1863, parfois utilisée comme camp de transit. Le grand terrain de parade de la caserne de cavalerie a servi de toile de fond pour le générique d'ouverture de Blackadder Goes Forth et dans une scène de Monty Python, Le sens de la vie.
- Caserne Le Cateau (chemin Le Cateau) - ancien nom de la caserne Royal Artillery, construite en 1874-1875, mais nommée d'après la bataille du Cateau en 1914, dans laquelle le Royal Artillery a joué un rôle de premier plan[22].
- Gymnase (Circular Road South) - construit en 1862
- Caserne Meeanee (chemin Mersea) - Développée et restaurée comme logement
- Caserne d'Hyderabad (Mersea Road) - Développée et restaurée comme logement

### Ancienne caserne (démolie)
- Sobraon Barracks (Circular Road South) - ancienne caserne d'infanterie, construite en 1900, démolie dans les années 1960
  - Hôpital militaire - Bâtiment victorien, démoli dans les années 1990 (Circular Road South)
- Camp de Cherrytree (Cherrytree Lane) - l'ancienne résidence de la 19e Brigade, en service jusqu'aux années 1960 - construit avant la Première Guerre mondiale en tant qu'hébergement temporaire pour l'armée de Kitchener, maintenant un lotissement, il abrite également le centre d'entraînement d'Essex Army Cadet Force Weekend Training
- Piscine (Circular Road South)

## Centre militaire de formation et de correction (MCTC)

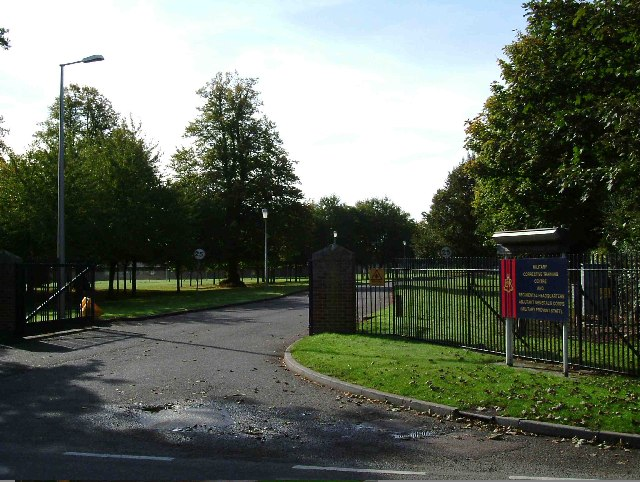
L'entrée du Centre militaire de formation et de correction

Le camp de Berechurch Hall abrite le centre militaire de formation et de correction des forces armées qui comprend les quartiers de détention de la Marine. C'est est la seule installation militaire de ce type au Royaume-Uni. Ce n'est pas une prison, bien qu'elle compte une unité spéciale pour ceux qui sont transférés au His Majesty's Prison Service pour purger leur peine. Les détenus sont répartis en trois catégories: 
- Ceux de la Royal Navy, des Royal Marines, de l'armée de terre et de la Royal Air Force qui doivent rester dans les services après leur condamnation et purgeront leur détention à la compagnie A.
- Ceux de la Royal Navy, des Royal Marines, de l'armée de terre et de la Royal Air Force qui doivent être libérés après leur peine et purgeront leur détention dans la compagnie D.
- Les personnes placées en garde à vue dans l'attente des résultats d'une enquête ou en attente de la prison de HM ou du placement auprès de YOI (Young Offender Institution).

## BFBS Radio
BFBS Radio gère désormais le service de diffusion radio de la zone après avoir remporté le contrat de radio garnison. 